# Obermettenbach
Obermettenbach ist ein Ortsteil der Stadt Geisenfeld im oberbayerischen Landkreis Pfaffenhofen an der Ilm. Das Kirchdorf liegt circa vier Kilometer südöstlich von Geisenfeld und ist über die Staatsstraße 233 zu erreichen.
Am 1. Juli 1971 wurde Obermettenbach als Ortsteil der ehemals selbständigen Gemeinde Untermettenbach in die Gemeinde Geisenfeld eingegliedert.

## Baudenkmäler

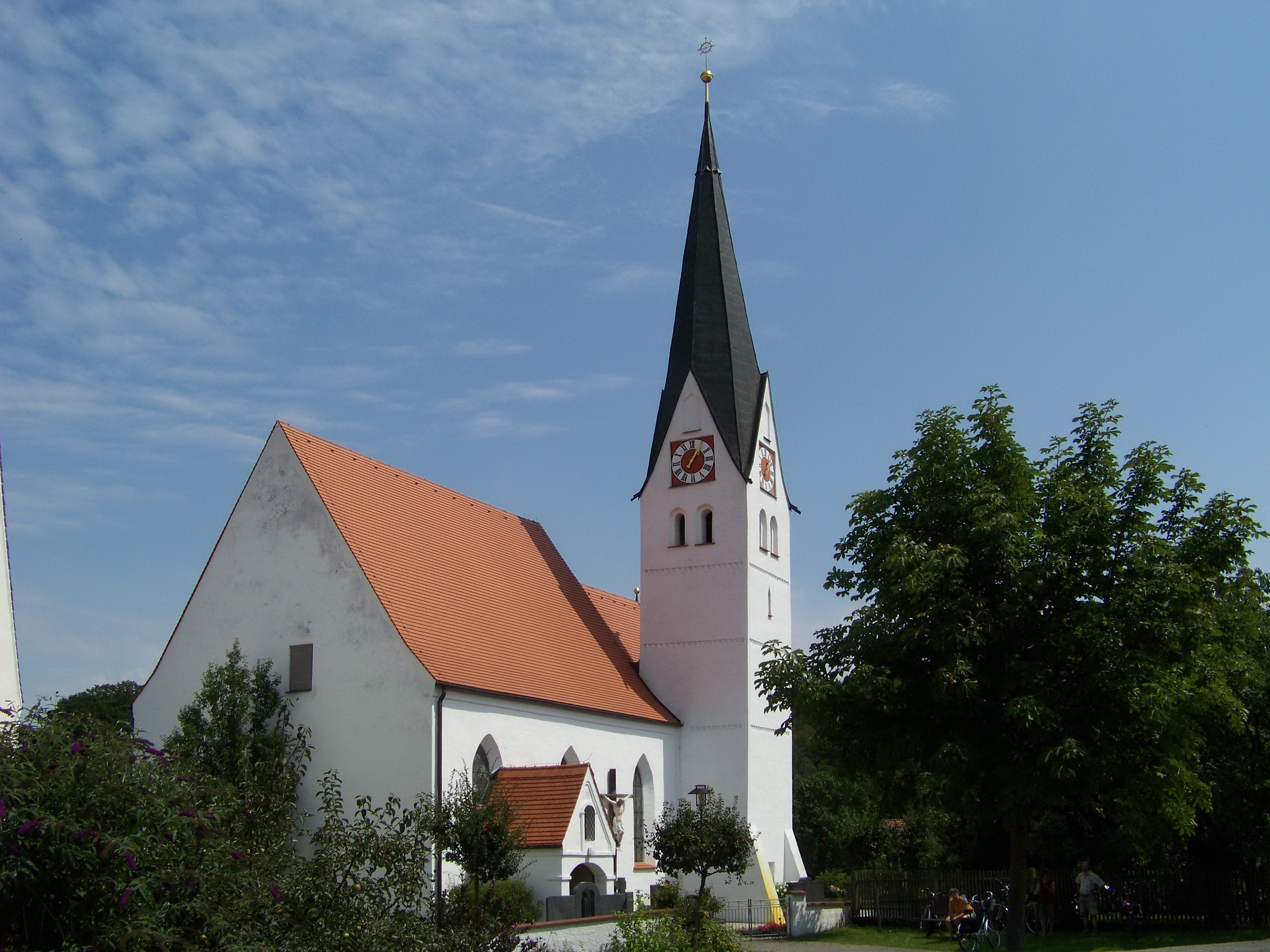
Kirche Mariä Himmelfahrt

Siehe auch: Liste der Baudenkmäler in Geisenfeld#Weitere Ortsteile
- Katholische Filialkirche Mariä Himmelfahrt, erbaut im 15. Jahrhundert

## Bodendenkmäler
Siehe: Liste der Bodendenkmäler in Geisenfeld